# 近代説話
『近代説話』（きんだいせつわ）は、日本の文芸同人誌。1957年（昭和32年）5月に創刊、6年後までに全11冊を刊行した。司馬遼太郎、寺内大吉らを輩出し、文学界に新風を送った。
大阪産経新聞文化部所属で、1951年に講談倶楽部賞を受賞していた司馬遼太郎が、石浜恒夫や東京から来た寺内大吉と企画して創刊する。司馬は講談倶楽部賞の受賞の言葉で「小説という形態を説話の原型にまで還元してみせる」と述べており、『近代説話』でも文学の説話性の回復、面白い小説を大人の態度で書くというモットーとした。また、同人相互の作品批評はしない、外部へ向かっての批評活動はしないという方針とし、懸賞などで当選や候補作に残った経験のある書き手を同人に募った。同人費はなしとして有力な先輩作家の寄付と広告費を集めることにして、その後には直木賞受賞者らが経費を負担した。
創刊号には司馬、寺内、石浜と、世羅啓一郎、吉田定一、清水正二郎（胡桃沢耕史）、花岡大学が執筆。その後、辻井喬、尾崎秀樹、伊藤桂一、黒岩重吾、永井路子などが同人として参加した。
1、2号は定価70円で1500部。1号の司馬の作品は西夏の都城を題材にした「戈壁匈奴」だったが、書店からは民俗学か仏教の雑誌かと書店から問われたため、同年末の2号からは表紙に「文芸雑誌」というサブタイトルを付けた。
短い同人活動の中で、6人の直木賞作家を輩出した。

## 直木賞を受賞した同人
- 司馬遼太郎『梟の城』
- 寺内大吉『はぐれ念佛』※
- 黒岩重吾『背徳のメス』
- 伊藤桂一『蛍の河』※
- 永井路子『炎環』※
- 胡桃沢耕史『黒パン俘虜記』

※は「近代説話」に掲載。